# Natallja Ryschankowa
Natallja Anatoljeuna Ryschankowa (belarussisch Наталля Анатольеўна Рыжанкова; * 7. Juli 1972 in Magadan, Sowjetunion) ist eine ehemalige belarussische Biathletin.

## Werdegang
Natallja Ryschankowa lebt und trainierte in Mahiljou. Die Angestellte der Armee startete für Dynamo Mahiljou. Die Ehefrau des Biathleten Oleg Ryschenkow begann 1989 mit dem Biathlonsport. Ihr Debüt im Biathlon-Weltcup gab sie zum Beginn der Saison 1992/93 in Pokljuka, als erstmals nach der Aufspaltung der Sowjetunion die neuen Nationalverbände an den Start gingen. In der Saison nahm sie in Borowez auch erstmals an Weltmeisterschaften teil. Im Einzel kam sie auf den 39. Platz, wurde Natalia Permiakowa, Natalja Sytschowa und Swetlana Paramygina Staffel-Fünfte und gewann mit diesen hinter der Mannschaft aus Frankreich die Silbermedaille im Teamwettbewerb. Im weiteren Verlauf der Saison gewann sie als 20. eines Sprints in Lillehammer erstmals Weltcuppunkte. Nahezu bis zum Ende des Jahrzehnts konnte sie fast in jeder Saison punkten. Das nächste Großereignis wurden die Olympischen Winterspiele 1994 von Lillehammer. Im Einzel erreichte die Belarussin den 49. Platz, mit Irina Kukujewa, Permiakowa und Paramygina wurde sie im Staffelrennen Sechste. Bei den Weltmeisterschaften in Canmore, wo die nichtolympischen Wettbewerbe durchgeführt wurden, gewann die Belarussin im Mannschaftswettbewerb mit Permiakowa, Kukujewa und Paramygina den Weltmeistertitel.
Ihre erfolgreichsten Weltmeisterschaften lief Ryschankowa 1996 in Ruhpolding. Im Sprint verpasste sie als 20. noch die Top Ten, im Einzel belegte sie den achten Platz und mit Permiakowa, Swjatlana Belan und Paramygina Platz sechs im Staffelrennen. Bei den Europameisterschaften in Ridnaun gewann sie mit Permiakowa und Paramygina die Bronzemedaille im Staffelrennen. In Antholz erreichte sie 1997 mit einem siebten Platz in einem Einzel ihr bestes Resultat in einem Weltcuprennen. Kurz darauf nahm Ryschankowa in Osrblie zum vierten Mal an Weltmeisterschaften teil, bei denen sie 61. des Einzels wurde, 35. des Sprints, 32. der Verfolgung und mit Permiakowa, Belan und Paramygina Staffel-Achte. Ein Jahr später startete die Belarussin in Nagano zum zweiten Mal an Olympischen Winterspielen. Bei den auf den Strecken von Nozawa Onsen ausgetragenen Wettkämpfen wurde Ryschankowa 19. des Einzels, 51. des Sprints und mit Irina Tananaiko, Natalia Murschtschakina und Paramygina 12. mit der belarussischen Staffel. Nach den Olympischen Spielen nahm sie noch eine Saison an internationalen Rennen teil. Im weiteren Verlauf des Jahres wurde Ryschankowa in Osrblie mit Tananaiko, Murschtschakina und Paramygina bei den Sommerbiathlon-Weltmeisterschaften 1998 Staffelweltmeisterin. Bei einem Weltcup-Staffelrennen in Osrblie wurde die Belarussin Zweite und erreichte damit zum einzigen Mal das Podest in einem Weltcuprennen. Letzter Höhepunkt wurden die Biathlon-Weltmeisterschaften 1999 in Kontiolahti. Im Sprint kam sie auf einen guten 13. Platz und wurde 17. der Verfolgung. In Osrblie lief sie ihr letztes Rennen im Weltcup und wurde 66. eines Sprintrennens.

## Platzierungen im Biathlon-Weltcup
Die Tabelle zeigt alle Platzierungen (je nach Austragungsjahr einschließlich Olympische Spiele und Weltmeisterschaften).
- 1.–3. Platz: Anzahl der Podiumsplatzierungen
- Top 10: Anzahl der Platzierungen unter den ersten zehn (einschließlich Podium)
- Punkteränge: Anzahl der Platzierungen innerhalb der Punkteränge (einschließlich Podium und Top 10)
- Starts: Anzahl gelaufener Rennen in der jeweiligen Disziplin

| Platzierung                                                            | Einzel | Sprint | Verfolgung | Massenstart | Team | Staffel | Gesamt |
| ---------------------------------------------------------------------- | ------ | ------ | ---------- | ----------- | ---- | ------- | ------ |
| 1. Platz                                                               |        |        |            |             | 1    |         | 1      |
| 2. Platz                                                               |        |        |            |             | 1    | 1       | 2      |
| 3. Platz                                                               |        |        |            |             |      |         |        |
| Top 10                                                                 | 2      |        |            |             | 3    | 9       | 14     |
| Punkteränge                                                            | 7      | 5      | 1          |             | 3    | 13      | 29     |
| Starts                                                                 | 28     | 32     | 10         |             | 3    | 13      | 86     |
| Stand: Daten nicht komplett, einschließlich WM- und Olympiaergebnissen |        |        |            |             |      |         |        |